# Amatori Hockey Lodi 1994-1995
Questa voce raccoglie le informazioni riguardanti l'Amatori Hockey Lodi nelle competizioni ufficiali della stagione 1994-1995.

## Maglie e sponsor
Lo sponsor ufficiale per la stagione 1994-1995 fu Camoni.
| 1ª divisa | 2ª divisa |

## Organigramma societario
- Presidente: Mazzuccato

## Organico

### Giocatori
| N° | Naz.                 | Ruolo | Sportivo              |  |  |  |
| -- | -------------------- | ----- | --------------------- |  |  |  |
|    | Italia (bandiera)    | P     | Alessandro Cupisti    |  |  |  |
|    | Italia (bandiera)    | E     | Riccardo Baffelli     |  |  |  |
|    | Italia (bandiera)    | E     | Aldo Belli            |  |  |  |
|    | Italia (bandiera)    | E     | Alessandro Bertolucci |  |  |  |
|    | Italia (bandiera)    | E     | Mirko Bertolucci      |  |  |  |
|    | Italia (bandiera)    | E     | Pierluigi Bresciani   |  |  |  |
|    | Italia (bandiera)    | E     | Mauro Cinquini        |  |  |  |
|    | Italia (bandiera)    | E     | Alessandro Folli      |  |  |  |
|    | Argentina (bandiera) | E     | Osvaldo Gonella       |  |  |  |
|    | Italia (bandiera)    | E     | Lucio Marrone         |  |  |  |